# KFNB IIc
A KFNB IIc sorozat egy gyorsvonati szerkocsisgőzmozdony-sorozat volt az osztrák Ferdinánd császár Északi vasút (németül Kaiser-Ferdinands-Nordbahn, KFNB)-nál.

## Története
Mivel a KFNB IIb 3 sorozatú mozdonyok gyengének bizonyultak a gyorsvonati szolgálathoz, a KFNB a cs. kir. Államvasutak (kkStB) mintájára 2B tengelyelrendezésű mozdonyok beszerzése mellett döntött. A 41 mozdonyt a Bécsújhelyi Mozdonygyár, a Floridsdorfi Mozdonygyár és a Krauss linzi gyára szállította 1884 és 1893 között. A mozdonyokat a KFNB a II c sorozatba osztotta és a 184II-224II pályaszámtartományba osztotta őket. A 184-212 tartományba a BRUNA, CONCORDIA II, DAPHNE II, HEBE II, LUCIFER II, MERKUR II, ORION II, HEINZENDORF, HOTZENDORF, WAGSTADT, WERNSDORF, WIGSTADTL, ZISTERSDORF, ALTHAMMER, BRAUNSBERG, ERNSDORF, FALKENSTEIN, FREISTADTL, GNADENDORF, POYSDORF, STRONSDORF, WILLERSDORF, ZWINGENDORF, ABSDORF, ALBERNDORF, ENZERSDORF, FRANZENSDORF, GÖTZENDORF és a HADERSDORF, míg a 219-224-be a JAMNITZ, RAABS, MANNERSDORF, MARTINSDORF, OLBERSDORF és a  PAASDORF nevű gépek kerültek. A mozdonyok külső keretesek, Kramper forgóvázasok voltak. L sorozatú (később kkStB 46 szerkocsisorozat) és N sorozatú (később kkStB 48 szerkocsisorozat) szerkocsik tartoztak hozzájuk.
A mozdonyokat először a Bécs–Krakkó és a Bécs–Brünn közötti gyorsvonatok továbbítására használták, majd miután a KFNB 1894-ben csökkentette a menetidőt ezeken az útvonalakon, ott a továbbiakban csak távolsági személyvonati szolgálatban használták. Ezen kívül személyvonatokat továbbítottak Brünn–Prerau, Brünn–Olmütz és Kojetein–Krásná között, valamint gyors- és személyvonatokat a Bécs–Gänserndorf–Marchegg vonalon.
A KFNB 1906-os államosítása után a  kkStB a kkStB 104 sorozatba osztotta a mozdonyokat.
Az első világháború után egy mozdony a Román Államvasutakhoz (CFR), 7 db a Lengyel Államvasutakhoz (PKP) az PKP Od 14 sorozatba, 31 db a Csehszlovák Államvasutakhoz (ČSD) került, de ott csak 19 lett besorolva a ČSD 264.6 sorozatba.
A ČSD a sorozatba tartozó mozdonyait 1939-ig selejtezte.
A teljesség kedvéért meg kell említeni még, hogy a kkStB a kkStB 104 sorozatba korábban már osztott be más mozdonyokat, azonban azokat még 1904-ben átsorolta a 4.201-4.214 sorozatba és pályaszámtartományba

## Fordítás
Ez a szócikk részben vagy egészben  a   KFNB IIc című német Wikipédia-szócikk fordításán alapul.  Az eredeti cikk szerkesztőit annak laptörténete sorolja fel. Ez a jelzés csupán a megfogalmazás eredetét és a szerzői jogokat jelzi, nem szolgál a cikkben szereplő információk forrásmegjelöléseként.